# Gmina Velika Ludina
Gmina Velika Ludina (chorw. Općina Velika Ludina) – gmina w Chorwacji, w żupanii sisacko-moslawińskiej. W 2011 roku liczyła  2625 mieszkańców.